# Wattpad
 (транскр.  Вотпад) је веб-сајт намењен читању и писању оригиналних прича. Основали су га Ален Лау и Иван Јуен, који кажу да платформа има за циљ стварање друштвених заједница око прича и уклањање баријера између читалаца и писаца. Платформа омогућава корисницима да пишу и објављују приче или читају приче које су објавили други корисници. У јануару 2021. Naver Corporation је објавио да ће преузети Wattpad; трансакција је завршена у мају 2021. године. Од новембра 2021. Wattpad има месечну публику од више од 90 милиона корисника, који могу директно да комуницирају са писцима и поделе своја мишљења са колегама читаоцима.
Wattpad садржи приче доступне на више од 50 језика, а скоро 300.000 писаца из 35 земаља учествује сваке године у највећем такмичењу у писању, The Watty Awards. Неке од ових прича су и екранизоване, као на пример After и Штанд за пољупце. У јануару 2019. Wattpad је покренуо издавачко одељење под називом Wattpad Books, у покушају да уклони „нагађање” о објављивању аутора.